# Follow the Leader (film, 1944)
Pour les articles homonymes, voir Follow the Leader.
Série East Side Kids
Million Dollar Kid (1944) Block Busters (1944)
Pour plus de détails, voir Fiche technique et Distribution.
Follow the Leader est un film américain en noir et blanc réalisé par William Beaudine, sorti en 1944.
C'est le dix-septième des vingt-deux films que compte la série des East Side Kids (en).

## Synopsis
À leur retour de l'armée, Muggs et Glimpy apprennent que leur ami Danny a été mis en prison pour un vol qu'il n'a pas commis. Ils partent à la recherche des vrais voleurs, et tombent sur un nouveau membre du gang.

## Fiche technique
- Réalisation : William Beaudine
- Scénario : Ande Lamb, William Beaudine
- Image : Marcel Le Picard
- Montage : Carl Pierson
- Producteurs : Jack Dietz, Sam Katzman
- Société de production : Banner Productions
- Société de distribution : Monogram Pictures
- Pays de production :  États-Unis
- Langue originale : anglais américain
- Format : noir et blanc — 35 mm — 1,37:1 — son : mono
- Genre : comédie dramatique
- Durée : 65 minutes
- Date de sortie : 3 juin 1944

## Distribution

### Les East Side Kids
- Leo Gorcey : Ethelbert 'Muggs' McGinnis
- Huntz Hall : Glimpy Freedhoff
- David Durand : Danny
- Bobby Stone : Speed
- Jimmy Strand : Dave
- Buddy Gorman : James Aloysius 'Skinny' Bogerty
- Ernest Morrison : Scruno

### Autres acteurs
- Gabriel Dell : W. W. 'Fingers' Belmont
- Billy Benedict :Spider O'Brien
- Joan Marsh : Milly McGinnis
- Jack La Rue : Larry
- Mary Gordon : Mme McGinnis
- J. Farrell MacDonald : Clancy, policier
- Gene Austin : lui-même
- The Sherrell Sisters : elles-mêmes
- Bernard Gorcey : Ginsberg
- Bryant Washburn : le colonel
- Marie Windsor